# Placogorgia intermedia
Placogorgia intermedia is een zachte koraalsoort uit de familie Plexauridae. De koraalsoort komt uit het geslacht Placogorgia. Placogorgia intermedia werd in 1927 voor het eerst wetenschappelijk beschreven door Thomson. 